# Siligo
Siligo – miejscowość i gmina we Włoszech, w regionie Sardynia, w prowincji Sassari.
Według danych na rok 2020 gminę zamieszkiwały 803 osoby, 18,7 os./km². Graniczy z gminami Ardara, Banari, Bessude, Bonnanaro, Codrongianos, Florinas, Mores i Ploaghe.

## Znane osoby związane z Turynem
- Maria Carta, piosenkarka folkowa
- Gavino Ledda, pisarz, autor powieści autobiograficznej  „Mistrz ojciec” (Padre Padrone)
- Francesco Cossiga, polityk

## Stanowiska archeologiczne
- Sanktuarium Nuragijskie Monte Sant'Antonio
- Park Archeologiczny Mesumundu